# Cmentarz żydowski w Głubczycach
Nowy cmentarz żydowski w Głubczycach – kirkut, który został założony w 1890 roku i zajmuje powierzchnię 0,7 ha. Znajduje się przy ul. Wrocławskiej. Zachował się tylko jeden cały nagrobek oraz około osiemdziesiąt porozbijanych macew. 
W Głubczycach znajdował się starszy cmentarz żydowski założony w 1814. Znajdował się przy ul. Sobieskiego. Został zniszczony podczas II wojny światowej. W 1965 władze miejskie przekształciły go w skwer.